# جاه مسلم
 جاه مُسَلَم  أو (جفر مسلم) ، بالفارسية (چاه مُسَلَم ) قرية كبيرة تتبع البلدة المركزية (بالفارسية: بخش مرکزی شهرستان بندر لنگه) من توابع مدينة لنجة وتقع في محافظة هرمزغان في جنوب إيران.

## حدود قرية جاه مُسَلَم
حدود جاه مُسَلَم، من الشمال: قرية جمبه و قرية لاور دين ، ومن الجنوب قرية كندران، ومن الغرب قرية سورو و قرية ارمك ، ومن الشرق تنتهي بقرية كارستانه.

## السكان
يبلغ عدد سكان هذه القرية حسب تعداد السكان لعام 2006 للميلاد، (2000) نسمه من أهل السنة والجماعة وعلى المذهب الشافعي. يتكلون الفارسية باللهجة المحلية، لهم
مسجد، ومدرسة، وعيادة صحية صغيرة، وبركتان لحفظ مياه الأمطار، يمتهنون بتربية المواشي والزراعة، ولهم 200 نخلة مثمرة، وأراضي زراعية خصبة، وعين ماء. في القرية محطة لتعبئة البنزين.